# Heliconius nigra
Heliconius nigra är en fjärilsart som beskrevs av Otto Staudinger och Bang-haas 1889. Heliconius nigra ingår i släktet Heliconius och familjen praktfjärilar. Inga underarter finns listade i Catalogue of Life.